# Peder Ristvedt

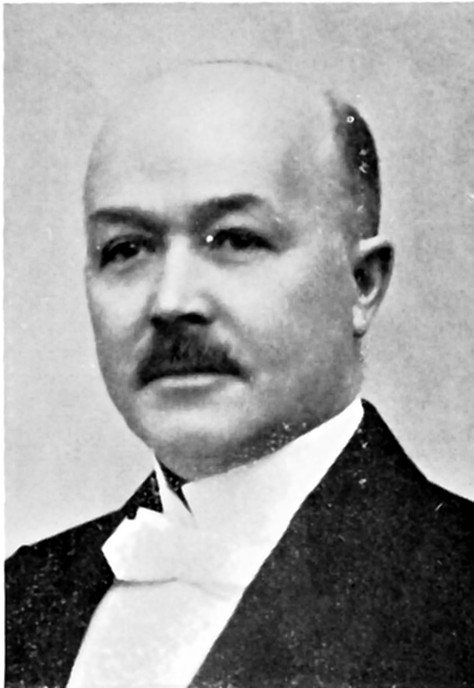
Peder Ristvedt

Peder Ristvedt (* 20. März 1873 in Øvre Sandsvær (heute zu Kongsberg), Norwegen; † 1955 in Lardal, Norwegen) war ein norwegischer Polarforscher. Er nahm von 1903 bis 1906 als Erster Maschinist und meteorologischer Beobachter an Roald Amundsens Gjøa-Expedition durch die Nordwestpassage teil.

## Leben
Peder Ristvedt wurde 1873 auf dem Bauernhof Nedre Ristvedt in Sandsvær geboren. Er war das siebente von zehn Kindern von Peder Anundsøn Ristvedt und dessen Ehefrau Anne Sofie Hansdatter. Er besuchte die Unteroffiziersschule der Infanterie und legte 1893 die Unteroffiziersprüfung ab. Anschließend diente er im Militär als Sergeant und lernte 1899 Roald Amundsen kennen, als dieser seinen Wehrdienst leistete. Ristvedt verließ das Militär kurz darauf und arbeitete im Jahr 1900 als Straßenbahnschaffner in Kristiania. Für seine erste eigene Expedition kaufte Amundsen sich im Jahr 1901 die Gjøa, eine 28 Jahre alte Hardangerjakt, die zuletzt für die Robbenjagd genutzt worden war. Auf ihrer fünfmonatigen Probefahrt ins Nordpolarmeer und nach Nordostgrönland gehörte Ristvedt zu ihrer Crew.
Als Amundsen Freiwillige für seine Gjøa-Expedition suchte, war Peder Ristvedt der Erste, der sich meldete und wurde als Maschinist eingestellt. Die Expedition hatte zum Ziel, die aktuelle Position des magnetischen Nordpols zu bestimmen. Daneben hatte Amundsen die Absicht, als Erster die Nordwestpassage zu durchfahren. Bevor die Reise begann, heiratete Ristvedt am 6. Mai 1903 Hanna Marie Jørgensen.
Ristvedt war für die Expedition nicht nur als Erster Maschinist wichtig; er war zusätzlich für die Schlittenhunde und die meteorologischen Beobachtungen zuständig. Er betätigte sich als Schmied und Jäger. Ristvedt stellte schon in Kristiania den als Proviant für Menschen und Hunde dienenden Pemmikan unter der Aufsicht des Physiologen Sophus Torup her. Amundsens Biograph Tor Bomann-Larsen nennt Peder Ristvedt den „vielleicht nützlichsten Mann an Bord der Gjøa“. Als die Gjøa in einer Bucht der King-William-Insel – die Männer nannten sie Gjøahavn – für die Überwinterung vor Anker ging, wurde an Land ein magnetisches und meteorologisches Observatorium errichtet. In einer in dessen Nachbarschaft aus mit Sand gefüllten Proviantkisten gebauten Hütte („Villa Magneten“) wohnte Ristvedt gemeinsam mit dem zweiten Maschinisten und magnetischen Beobachter Gustav Wiik. Dreimal täglich notierte Ristvedt seine Wetterbeobachtungen.
Ristvedt war an allen wichtigen Exkursionen beteiligt, die von Gjøahavn aus unternommen wurden. Auf dem Weg nach Point Richardson auf dem amerikanischen Festland entdeckte er im März 1904 mit Godfred Hansen die Hovgaard Islands. Am 6. April startete er mit Amundsen eine siebenwöchige Exkursion zur Suche nach dem magnetischen Nordpol. Auf Matty Island zerbrach Amundsen bei magnetischen Messungen versehentlich das Glas seines Chronometers. Ristvedt holte innerhalb von fünf Tagen Ersatz von der 100 km entfernten Gjøa. Sie setzten zur Halbinsel Boothia über und folgten deren Westküste nordwärts bis zu den Tasmania Islands. Amundsen und Ristvedt vermuteten anschließend, dass sie sowohl an dem von James Clark Ross 1831 identifizierten früheren wie auch dem aktuellen Ort des Pols vorbeigekommen wären. Sie stellten fest, dass er gewandert war, konnten seine genaue Position aber nicht bestimmen. Nach der zweiten Überwinterung in Gjøahavn unternahm Ristvedt vom 2. April bis 23. Juni 1905 mit Hansen eine ausgedehnte Schlittenreise, die der Kartierung der noch unbekannten Ostküste der Victoria-Insel zwischen dem 70. und 72. Breitengrad diente.
Nach ihrer Rückkehr wurden alle norwegischen Teilnehmer mit dem Sankt-Olav-Orden ausgezeichnet, Amundsen mit dem Großkreuz, Ristvedt für seine „Tapferkeit als Seemann“ als Ritter 1. Klasse und die anderen als Ritter. Der Grund dafür, dass seine Leistung höher geehrt wurde als die der anderen Expeditionsteilnehmer, war, dass er die Ausbreitung eines gefährlichen Feuers auf der Gjøa verhindert hatte. Von Amundsen selbst erhielt Ristvedt als Zeichen der Anerkennung eine goldene Taschenuhr mit Kette.
Nachdem Ristvedt 1907 eine Prüfung an der Handelsschule abgelegt hatte, erhielt er eine Anstellung als Zollinspektor beim Seezollamt in Kristiania. Er arbeitete im Zolldienst bis zum Ende der 1930er Jahre. Danach lebte er mit seiner Frau bis zu ihrem Tod 1944 auf einem kleinen Bauernhof in Askim in Østfold. Die letzten Lebensjahre verbrachte er bei seiner Nichte in Lardal. Peder Ristvedt und seine Frau sind auf dem Friedhof in Askim bestattet.
Das Lågdalsmuseet in Kongsberg besitzt verschiedene Objekte aus Peder Ristvedts Nachlass, darunter Artefakte der Netsilik. Die Straße Peder Ristvedts vei in Kongsberg wurde 1973 nach ihm benannt. 1997 wurde in Askim ein Gedenkstein zu seinen Ehren errichtet. Im kanadischen Territorium Nunavut sind Ristvedt Island in der Simpson Strait und Point Ristvedt an der Küste von Victoria Island nach ihm benannt.

## Schriften
- Minner fra «Gjøa»-ferden – en deltager forteller. In: Norsk Polarklubb (Hrsg.): Polarboken 1955. Eget, Oslo 1955 (norwegisch, polarklubben.org [PDF; 19,9 MB]).
- Peder Ristvedts dagbøker – Nordvestpassasjen 1901–1906. The Fram Museum, Oslo 2017, ISBN 978-82-8235-089-1 (norwegisch).